# Riserva naturale per tigri di Kalakkad Mandanthurai
La Riserva naturale per tigri di Kalakkad Mandanthurai è un'area naturale protetta indiana che si trova nel distretto di Tirunelveli nello Stato di Tamil Nadu. È stato istituito nel 1988 e occupa una superficie di 895 km². È una riserva della tigre e fa parte della Riserva della biosfera di Agasthyamala, zona tutelata dall'UNESCO. Anche per questo la Riserva naturale per tigri di Kalakkad Mandanthurai è una zona molto turistica.